# GNUSim8085
GNUSim8085 là một trình giả lập, trình phiên dịch hợp ngữ và trình dò bọ cho vi xử lý Intel 8085 trên Linux và cả Windows (đang phát triển). GNUSim8085 nằm trong số 20 người thắng cuộc của Giải thưởng FOSS Ấn Độ thông báo vào tháng hai, 2008.

## Dẫn chứng
1. ↑  "And The FOSS India Award Goes To..." Bản gốc lưu trữ ngày 27 tháng 2 năm 2008. Truy cập ngày 29 tháng 4 năm 2008.